# المجمع المغلق يناير 1276
المجمع المغلق يناير 1276 هو المجمع الموكول بانتخاب بابا الكنيسة الكاثوليكية الجديد بعد استقالة البابا. انعقد مجمع الكرادلة لانتخاب البابا الجديد بدءًا من
21 يناير 1276 وانتهى في 22 يناير 1276. انتُخبَ إينوسنت الخامس ليكون البابا الجديد للكنيسة.
عُقدَ المجمع في إيطاليا في 1276.